# Polygala mendoncae
Polygala mendoncae är en jungfrulinsväxtart som beskrevs av E. Petit. Polygala mendoncae ingår i släktet jungfrulinssläktet, och familjen jungfrulinsväxter. Inga underarter finns listade i Catalogue of Life.